# 利澤垃圾焚化廠
宜蘭縣利澤垃圾焚化廠為一座位在臺灣宜蘭縣五結鄉的垃圾焚化廠，是該縣唯一大型垃圾焚化廠。目前由宜蘭縣政府環保局委託達和環保公司進行廠區營運事宜，是臺灣第一座獲得環境部的環境教育設施場所認證的焚化廠。

## 沿革

### 興建過程

#### 規劃評估
利澤垃圾焚化廠最早因宜蘭縣境內各項聯外交通以及經濟建設之推展，使得宜蘭縣都市化程度日漸提高，垃圾量亦成穩定成長。卻也因此造成境內各鄉鎮所擁有之垃圾掩埋或堆置場多數皆將達飽和或已飽和，加上管理不善影響環境衛生甚鉅。因此宜蘭縣政府向行政院環保署申請籌設垃圾焚化廠，規畫投入新臺幣20億元，並由縣政府成立專案小組進行廠址評選作業。而宜蘭縣議會為求審慎起見，曾要求針對廠址重新評估，因此縣政府便找來七位學者專家參與評估作業，初步勘選出包括境內五結鄉等八處可能性的地點方案，分析比較各項環境因子及工程可行性後，結果建議以設置在利澤地區之廠址為優先。
1993年6月30日，環保署與中興工程顧問公司簽訂包含在利澤垃圾焚化廠在內的宜蘭與臺中兩縣市垃圾焚化廠的設計、規劃與監造契約。1995年7月19日，環境影響評估委員會正式針對宜蘭縣利澤垃圾焚化廠召開初審會，會後決議須進入第二階段評估，最終於1996年11月8日有條件通關放行。

#### 興建工程
1998年3月10日，得標的統包商大穎企業公司開始焚化廠興建工程。然而動工未久即引發周遭居民的反對聲浪，縣府對此先暫停工程，並在同年6月25日及7月15日分別在利澤國民小學及中學針對當地居民對外召開說明會後，7月30日重新復工，總計停工64天。
然而1999年9月15日，大穎公司在完成焚化廠主廠房、管理大樓以及地面以下結構物（地基）之第二工程控制點後停工，直到同年10月25日仍未見其重新施工，才知道大穎公司發生財務問題，因此於2000年8月10日終止合約。
2001年4月4日，環保署委託中央信托局辦理續建工程的重新招標，然而經過三次招標均失敗，直到2003年2月26日第四次招標後，由日本三菱重工得標，三菱重工得標後，於2002年10月完成焚化廠的重新基本設計，並於2004年2月正式重新動工開始續建，隔年8月完工。

### 投入營運
2006年4月7日，利澤垃圾焚化廠正式委由達和環保公司營運，營運年限20年預計2026年到期。投入營運後，除宜蘭縣境內之垃圾外，宜蘭縣政府也與花蓮縣政府簽訂20年的合約，承接花蓮縣北方五鄉鎮每日約120噸的垃圾進行焚燒，占焚化爐總燃燒量約20%，以及臺北市、新北市、宜蘭民間業者的事業廢棄物。
焚化廠燃燒時所產生的熱能也可以利用，廠內裝設裝置容量為1,600KW的蒸氣渦輪發電機組，以焚化垃圾產生的熱能發電，每天發電量可達352,800度，除廠內自行供電外，多餘的8成電量賣給台灣電力公司，每度約2元。2013年時，焚化廠因燒垃圾的發電量破1億度，出售電量8,900萬度，出售電力所得近新臺幣2億元。
2014年環保署所舉辦之全國24座垃圾資源回收〔焚化〕廠查核評鑑成績中，利澤垃圾焚化廠獲得第一名之佳績。
2015年8月，宜蘭縣議會副議長林棋山要求縣政府提高代收外縣市垃圾燃燒的費用，環保局回應表示，外地代收費預計每噸垃圾將調漲60％，並規劃在同年11月正式上路。

## 諸元
- 焚化爐數：2座[5]
- 廠區面積：總面積約10公頃，（6.3公頃為焚化廠，3.7公頃為回饋設施用地）[5]
- 焚化爐型：三菱重工製連續式機械爐床[5]
- 燃燒熱值：2300 千卡/公斤[5]
- 設計處理量：600噸/天[5]
- 回饋設施：無[5]

## 資料來源
1. ↑  . 達和環保.   [2024-06-20]. （原始内容存档于2024-05-21） （中文（繁體））.
2. ↑  . 利澤焚化廠官網. 2012-09-05  [2015-12-22]. （原始内容存档于2016-03-05） （中文（臺灣））.
3. ↑  . 環境教育及訓練電子報. 行政院環境保護署環境保護人員訓練所. 2016-08-05  [2024-07-03].
4. 1 2 3 4  . 行政院環境保護署.   [2015-12-22]. （原始内容存档于2016-07-27） （中文（臺灣））.
5. 1 2 3 4 5 6 7  . 達和環保服務公司.   [2015-12-22]. （原始内容存档于2015-12-26） （中文（臺灣））.
6. ↑  . 自由時報. 2023-11-15  [2024-07-03]. （原始内容存档于2023-11-16）.
7. ↑  . 宜蘭縣政府環境保護局.   [2015-12-22]. （原始内容存档于2021-02-27） （中文（臺灣））.
8. 1 2  朱則瑋. . 自由時報. 2015-08-28  [2015-12-22]. （原始内容存档于2020-06-04） （中文（臺灣））.
9. ↑  羅建旺. . 好房網News. 2014-08-23  [2015-12-22]. （原始内容存档于2019-06-17） （中文（臺灣））.
10. ↑  張淑玲. . NOWnews. 2015-09-11  [2015-12-22]. （原始内容存档于2016-03-05） （中文（臺灣））.

## 外部連結
- 利澤垃圾焚化廠 （页面存档备份，存于）（繁體中文）